# 17909 Ніхілшукла
17909 Ніхілшукла (17909 Nikhilshukla) — астероїд головного поясу, відкритий 19 березня 1999 року.
Тіссеранів параметр щодо Юпітера — 3,312.